# Clepsis melaleucanus
Clepsis melaleucanus es una especie de polilla del género Clepsis, categorizada en la tribu Archipini, de la subfamilia Tortricinae.

## Distribución
Se distribuye por Canadá y Estados Unidos.

## Taxonomía
Fue descrita por Walker en 1863 y publicada en (Lophoderus), List Specimens lepid. Insects Colln. Br. Mus 28: 335.